# رانی، استونی
رانی (به لاتین: Räni) یک منطقهٔ مسکونی در استونی است که در دهستان کامبیا واقع شده‌است. رانی ۴۶۶ نفر جمعیت دارد.